# Жермен Сану
Жермен Сану (фр. Germain Sanou, нар. 26 травня 1992, Бобо-Діуласо) — буркінійський футболіст, воротар французького «Бове Уаз» і національної збірної Буркіна-Фасо.

## Клубна кар'єра
Вихованець футбольної школи французького «Сент-Етьєна», розташованої в рідному Бобо-Діуласо («Сентр Сент-Етьєн Бобо»). 2010 року переїхав до Франції, де займався футболом у другій команді цього клубу. Провівши тут два роки своєї кар'єри, перейшов до команди аматорської футбольної ліги «Жанн-д'Арк» з Дрансі (передмістя Парижа), у складі якої провів наступний рік своєї кар'єри гравця. 
2014 року перейшов до іншої команди аматорського чемпіонату Франції «Бове Уаз».

## Виступи за збірну
2010 року дебютував в офіційних матчах у складі національної збірної Буркіна-Фасо. Наразі провів у формі головної команди країни 15 матчів.
У складі збірної встиг, попри юний вік, стати учасником Кубка африканських націй 2010 року в Анголі, Кубка африканських націй 2012 року у Габоні та Екваторіальній Гвінеї, Кубка африканських націй 2013 року у ПАР, а також Кубка африканських націй 2015 року в Екваторіальній Гвінеї.

## Титули і досягнення
- Срібний призер Кубка африканських націй: 2013
- Бронзовий призер Кубка африканських націй: 2017